# Abengibre (kommunhuvudort)
Abengibre är en kommunhuvudort i Spanien.   Den ligger i provinsen Provincia de Albacete och regionen Kastilien-La Mancha, i den centrala delen av landet, 230 km sydost om huvudstaden Madrid. Abengibre ligger 651 meter över havet och antalet invånare är 991.
Terrängen runt Abengibre är platt. Runt Abengibre är det glesbefolkat, med 9 invånare per kvadratkilometer. Närmaste större samhälle är Casas Ibáñez, 9,4 km nordost om Abengibre. Trakten runt Abengibre består till största delen av jordbruksmark.